# 八戸の鉄道史
八戸の鉄道史とは、青森県八戸市とその周辺自治体の鉄道の歴史。

## 明治の鉄道敷設

### 概史

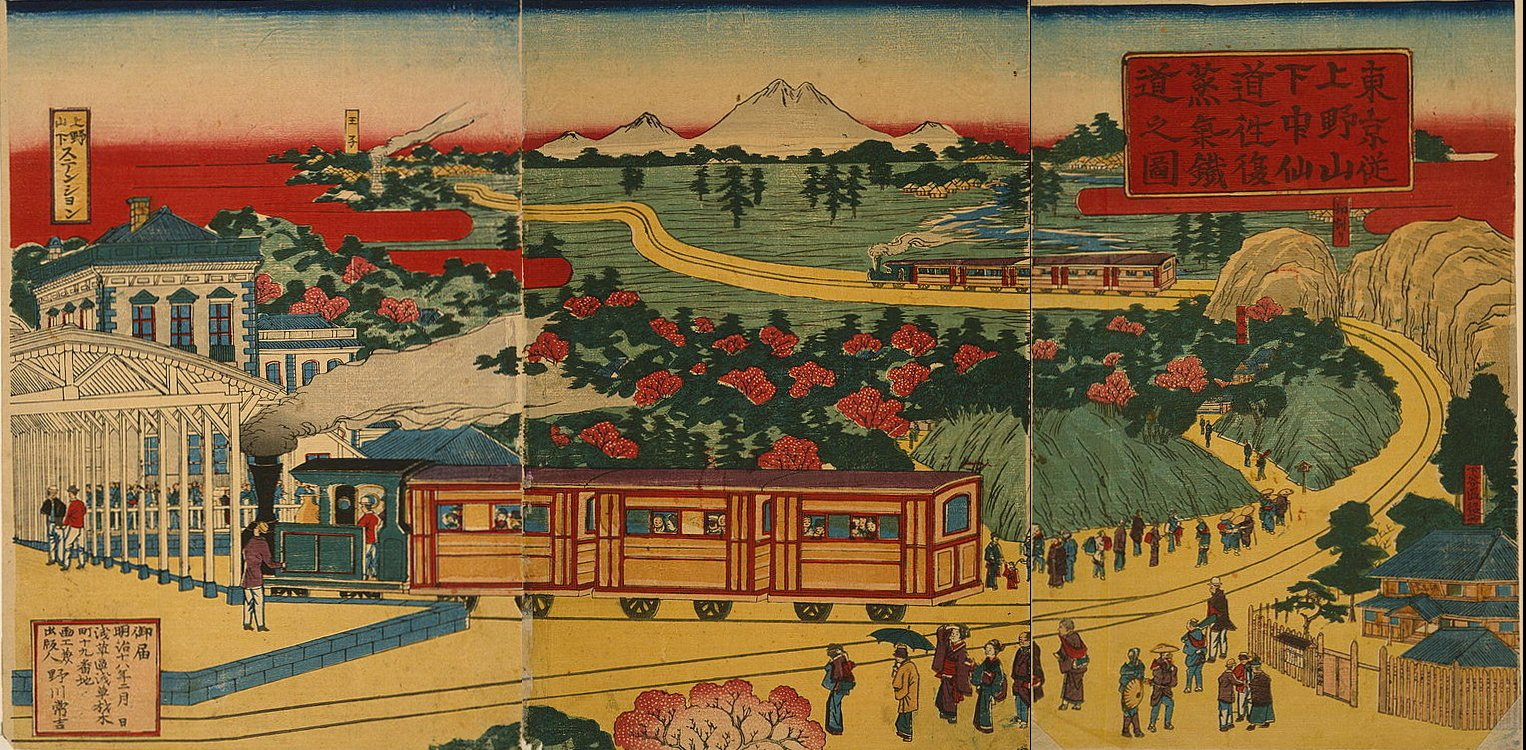
明治の日本鉄道株式会社

八戸市中心街への鉄道は、明治27年の日本鉄道八戸支線開通の八ノ戸駅（現：本八戸駅）が設置されたことが最初である。東北本線の駅は八戸町民の鉄道反対運動や軍の反対によって八戸町内に設置されなかった。
大正時代に入り現在の本八戸駅から木炭や魚介類の出荷が盛んになった。東北本線ルートから外れて不便だった八戸駅は、昭和初期に本線ルートを尻内から八戸駅経由に変更するため帝国議会に建議して可決したが実現しなかった。戦後、昭和三十年代に本線を別ルートで敷設した上で新駅を設置する旨の請願をしたが建設はされなかった。
私鉄構想も存在し、大正時代に八戸水力電気会社軌道の路面電車計画（新荒町-三日町-小中野-湊橋）、昭和20年代に南部鉄道の尻内種差間延伸計画ルートに中心街南側の長者山付近に駅設置が予定されるも実現しなかった。

### 前史

#### 東京青森間測量絵図

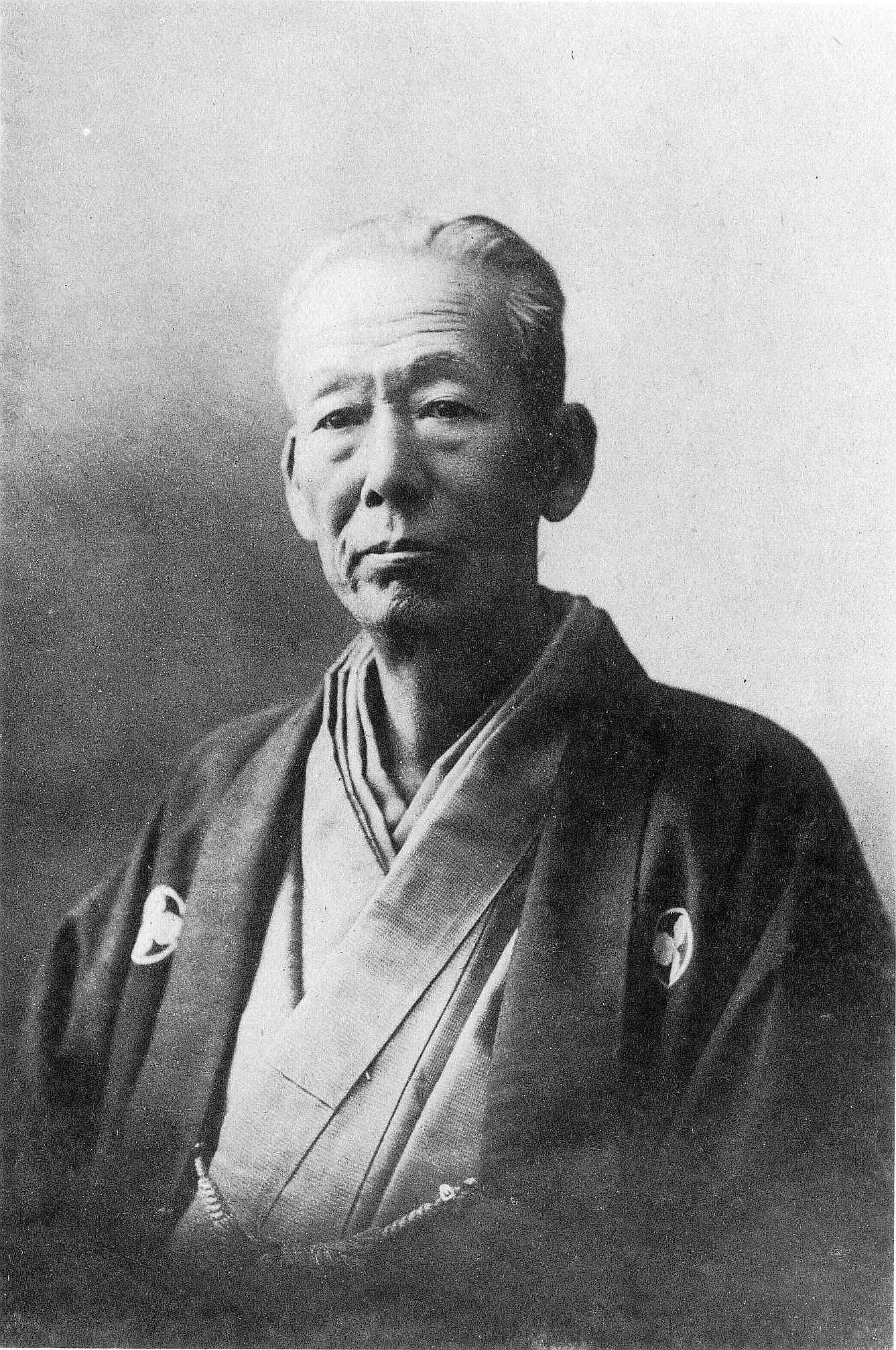
高島嘉右衛門明治6年頃には東京青森間測量絵図を作成し明治政府に提出した

明治4、5年に横浜の実業家高島嘉右衛門は、政府に対し東京青森間の鉄道敷設に関する意見書を上申し、明治6年頃には東京青森間測量絵図（鉄道博物館所蔵）を提出した。この測量路線図には八戸付近が描かれ、三戸方面から北上した路線は、八戸の馬淵川の西岸沿いに進み、尻内、長苗代、下長付近を通過し、現在の八戸臨海線ルートの八太郎の浜沿いに進み、百石、現在の向山駅付近を通るルートが記載されている。

#### 工部省測量
明治政府も明治初期の段階で東北本線の東京・青森間の鉄道測量を2回実施している。
1度目は明治5年11月に工部省小野友五郎は東京・青森間を測量し、三戸・野辺地の経路を複数検討するため、国道4号沿いの五戸・三本木ルートと、八戸・下田ルート（現在線）の2経路を測った。

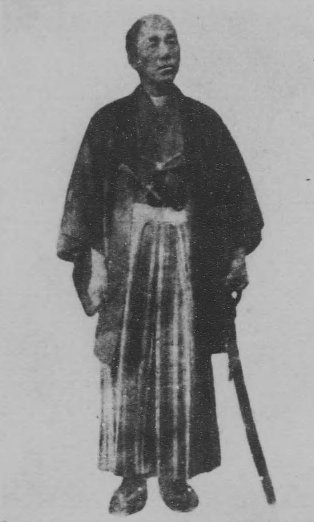
小野友五郎（1867年、アメリカにて）

2度目は明治13年12月、幌内鉄道の建設指揮をしたジョセフ・ユーリー・クロフォードと、松本荘一郎が担当した。その際は、終点を青森ではなく野辺地とし、三戸・野辺地間のルートは八戸・下田（現在線）の経路を測量した。

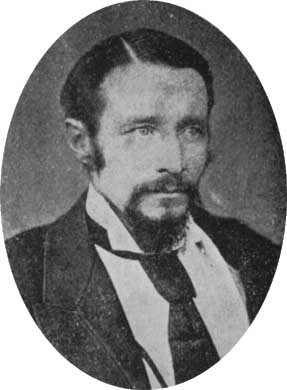
ジョセフ・ユーリー・クロフォード 米国鉄道技術者、東京 - 青森間の鉄道敷設工事を指導した

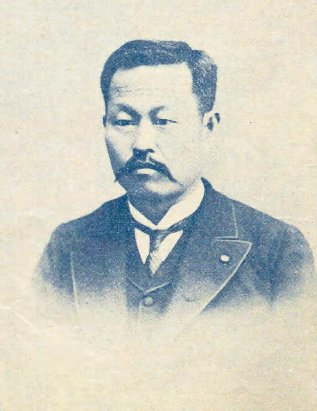
松本荘一郎日本の鉄道官僚、技術者

### 日本鉄道の計画

#### 概略

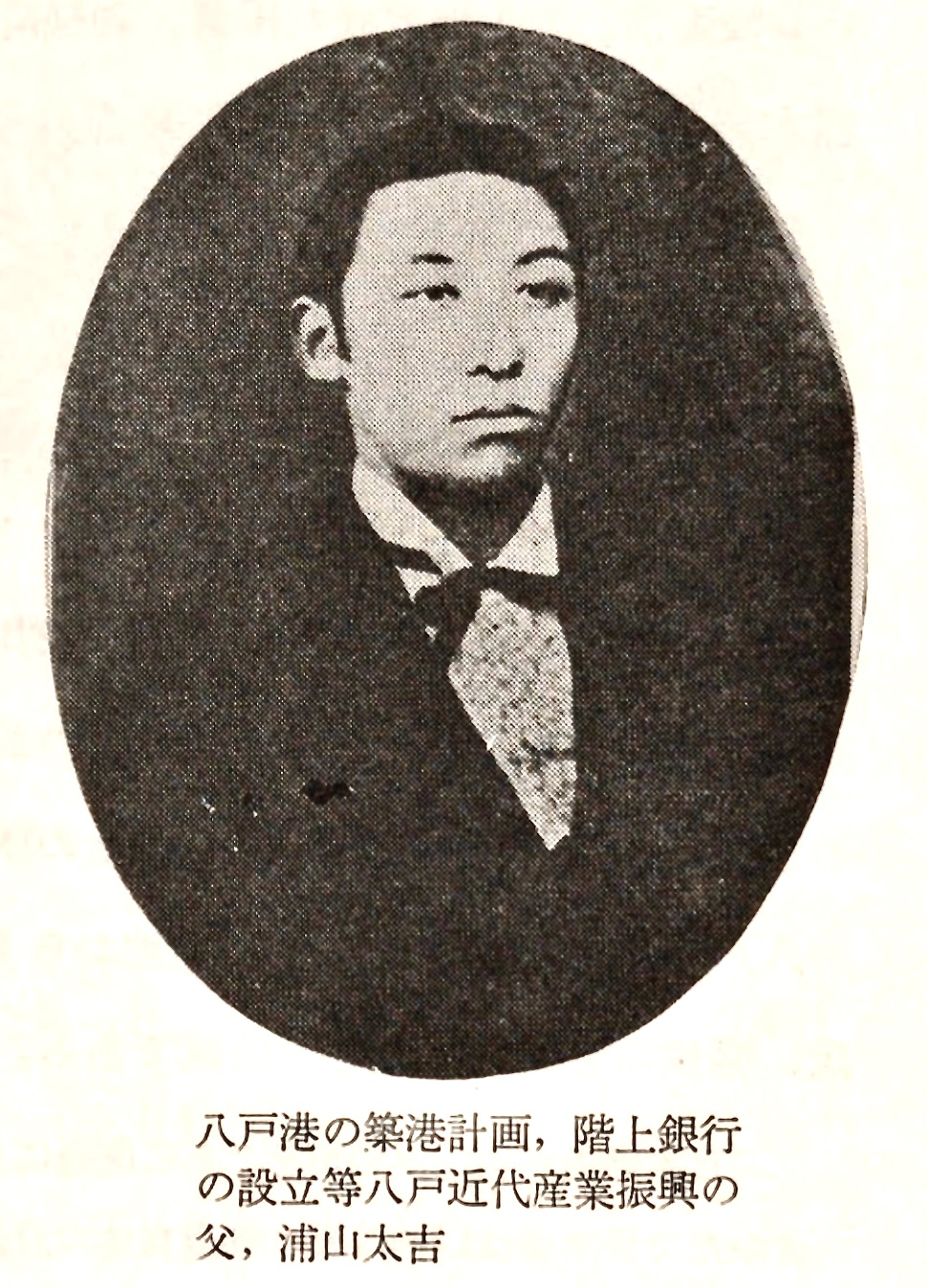
八戸の豪商・日本鉄道取締役、浦山太吉

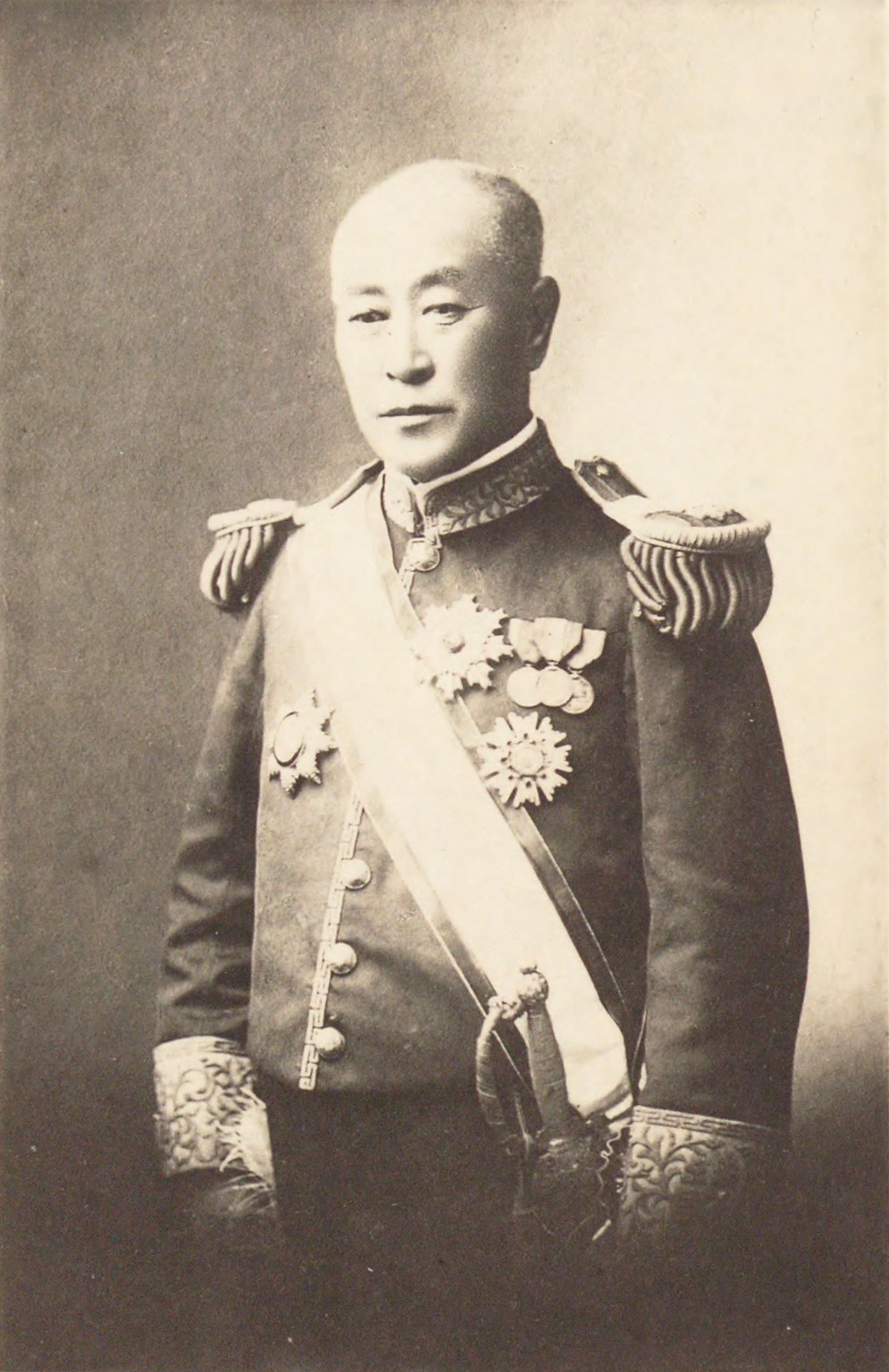
鉄道庁長官 井上勝

明治14年日本鉄道が設立され、八戸の豪商浦山太吉が多数株を取得したことで同社の取締役に就任した。会社線（のちの国鉄東北本線）の、東京から青森間が計画され、当初八戸町（現八戸市中心街付近）が経由地になるとされた。鉄道局長官の井上勝も同様に、八戸町の中心部である本八戸駅付近を通り、青森方面に北上するルートを予定していた。
ところが日本陸軍は、盛岡以北は大館・弘前経由で青森に到達する路線にすべきと主張した。これは、市北部の八戸・百石の海岸沿い（現在の八戸臨海鉄道八太郎付近）の路線では有事の際に敵に攻撃を受けるとする理由であった。議論は平行線となり井上鉄道局長官はこの件の裁定を伊藤内閣に求めた（後述）。
その結果、陸軍の推していた弘前経由は撤回され八戸ルートが採用されたが、井上は路線を海岸から離すように指示をし内陸寄りの高館ルートで作られた。八戸町の中心部に駅を作る予定は町民の反対により撤回され、5キロ離れた尻内に駅が設置された。

#### 経路選定の経緯

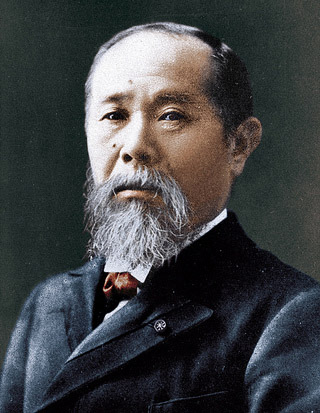
初代内閣総理大臣 伊藤博文

日本鉄道は明治20年中に八戸付近の実測を完了していたが、位置や方向について国防上の理由から海岸に近接する路線案を拒んだ陸軍との協議が難航したため、明治21年4月21日に、井上勝鉄道局長官は本件の裁定を伊藤博文内閣に求めた。
「日本鉄道会社盛岡青森間路線の件」によると、
```
明治二十一年四月二十一日 鉄道局長官稟申日本鉄道会社盛岡青森間路線ノ件 

鉄道局長官稟申日本鉄道会社盛岡青森間鉄道路線ノ件ヲ調査スルニ該線路ハ三戸百石野邉地ヲ経テ青森ニ達スルノ計画ヲ以テ客年中右実測ヲ竣リタルニ付位置方向等陸軍省ヘ協議セシニ同省ニテハ国防上ノ点ヨリ海岸ニ接近スルノ線ヲ非トシ遂ニ協議ニ至ラサルヲ以テ本議ヲ提出シ内閣ノ裁定ヲ乞フニ至レリ 

鉄道線路ニ関シテハ別紙乙号ノ通参謀本部長ヨリ兼テ上奏ノ趣モ有之ト雖モ抑鉄道ノ事タル国防止ノ得失ノミヲ以テ論定スヘカラス施工ノ難易運輸殖産興業等ノ便益ヲモ計ラサル可カラス然ルニ単ニ陸軍省意見ノ如ク兵備ノ適否ニノミ拘泥シテ大館弘前ヲ経ルモノトセハ更ニ巨多ノ資金

出典：「日本鉄道会社盛岡青森間路線ノ件」JACAR（アジア歴史資料センター）Ref.A03023060600、公文別録・内閣・明治十九年～大正元年・第一巻・明治十九年～大正元年（国立公文書館）
[
15
]
```

現代語訳では
```
明治21年4月21日、鉄道局長官が日本鉄道会社の盛岡-青森間の路線に関する件を報告した。

鉄道局長官が日本鉄道会社の盛岡-青森間の鉄道路線に関する件を調査したところ、この線路は三戸、百石、野辺地を経て青森に達する計画で、昨年中にこの実測を完了したため、位置や方向などについて陸軍省と協議したところ、同省は国防上の理由から海岸に接近する線路を否定し、協議がまとまらなかったため、この件を内閣に提出し、裁定を求めることになった。

鉄道線路に関しては、別紙乙号の通り参謀本部長から以前に上奏があったが、鉄道のことは国防上の利害だけで論じるべきではない。施工の難易度や運輸、殖産興業などの便益も考慮すべきである。しかし、陸軍省の意見のように兵備の適否だけに拘って大館や弘前を経由することにすると、さらに多くの資金が必要となる。
```

これを受けて、伊藤博文内閣が検討した結果、明治21年4月25日に第5区盛岡青森間着工決定と、八戸付近では海岸から路線を離す計画にするよう指示が出された。
```
盛岡青森間線路当初ニ測定ノ通起工候筈決定相成候ニ付、本日己ニ長官ヨリ電報ニテ被申進候通夫々御着手有之度、尤八戸近傍可成海岸ヨリ隔離候計画御申出有之度旨、過般長官ヨリ非申進候通所ハ御測定次第御報告有之度、此段得貴意候也　　明治二十一年四月二十五日　松本技師

出典：「日本鉄道株式会社ニ関スル事務書類（四）」交通博物館所蔵　八戸市史近現代資料編Ⅰ345頁
[
13
]
```

現代語訳では
```
盛岡-青森間の鉄道建設について、当初の測量通りに着工することが決定しました。これに伴い、本日、長官から電報があり、それぞれ着手するようにとのことです。特に、八戸付近ではできるだけ海岸から離れた計画にするようにとの指示がありました。長官から以前に指示があった通り、その場所の測量結果を報告してください。以上、よろしくお願いいたします。　明治二十一年四月二十五日　松本技師
```

と鉄道局長官から指示を松本技師が伝えている。
本来の計画が没になり新たなルートを策定した、櫛引（現八戸市櫛引）・木ノ下（現おいらせ町下田）間の新旧線路図比較明治21年5月『日本鉄道会社二関スル事務書類 (四)」では、再検討したルートの結果を伝えている。
```
櫛引木ノ下間、新旧線路平面并二縦断面図及申呈候、新線之セクションハ旧線路二比較スレバ稍相劣り、同様之グレーデアントヲ採用シ土坪ヲ計算スレバ、新線之土積壱万弐千坪余多量ナリ、旦新線路ニハ長四百尺余ノトンネル壱ヶ所アリ、乍併新線路哩程旧線路二比シ短縮スルコト壱哩半ナリ、依テ全通シテ観察ヲ下シ比較計算致シ見候処、 新線路之方其距離短縮スルガ為メ費用大凡 弐万余円節減二相成申候、 高館西南ハ地勢頗嶮ニシテ加ルニ高低甚シ、到底幹線ニ採用スベキ路線無之候、尤も為御参考高館西南最良之線路ノ一部分平面図ニ記入シ高低図相添ヘ呈覧観候

144 櫛引・木ノ下間の新旧線路図比較明治21年5月『日本鉄道会社二関スル事務書類 (四)」交通博物館 八戸市史近現代資料編Ⅰ345頁
[
13
]
```

と記録された。現代語訳は、
```
櫛引・木ノ下間の新旧線路図比較 

櫛引と木ノ下間の新旧線路の平面および縦断面図を比較したところ、新線のセクションは旧線路と比較してやや劣ります。同じ勾配を採用し土量を計算した場合、新線の土量は約1万2000坪多くなります。さらに新線には全長400尺（120m）余りのトンネルが1カ所あります。しかし、新線路は旧線路と比べて1マイル半(2.4km)短縮されています。このため、全体を通して観察し比較計算した結果、新線路の方がその距離が短縮されることで、費用が約2万円余り節減できることが分かりました。
高館の西南部は地勢が非常に険しく、加えて高低差が大きいため、幹線に採用すべき路線ではありません。参考までに、高館西南部の最良の線路の一部分の平面図を記入し、高低図を添えて提出いたします。
```

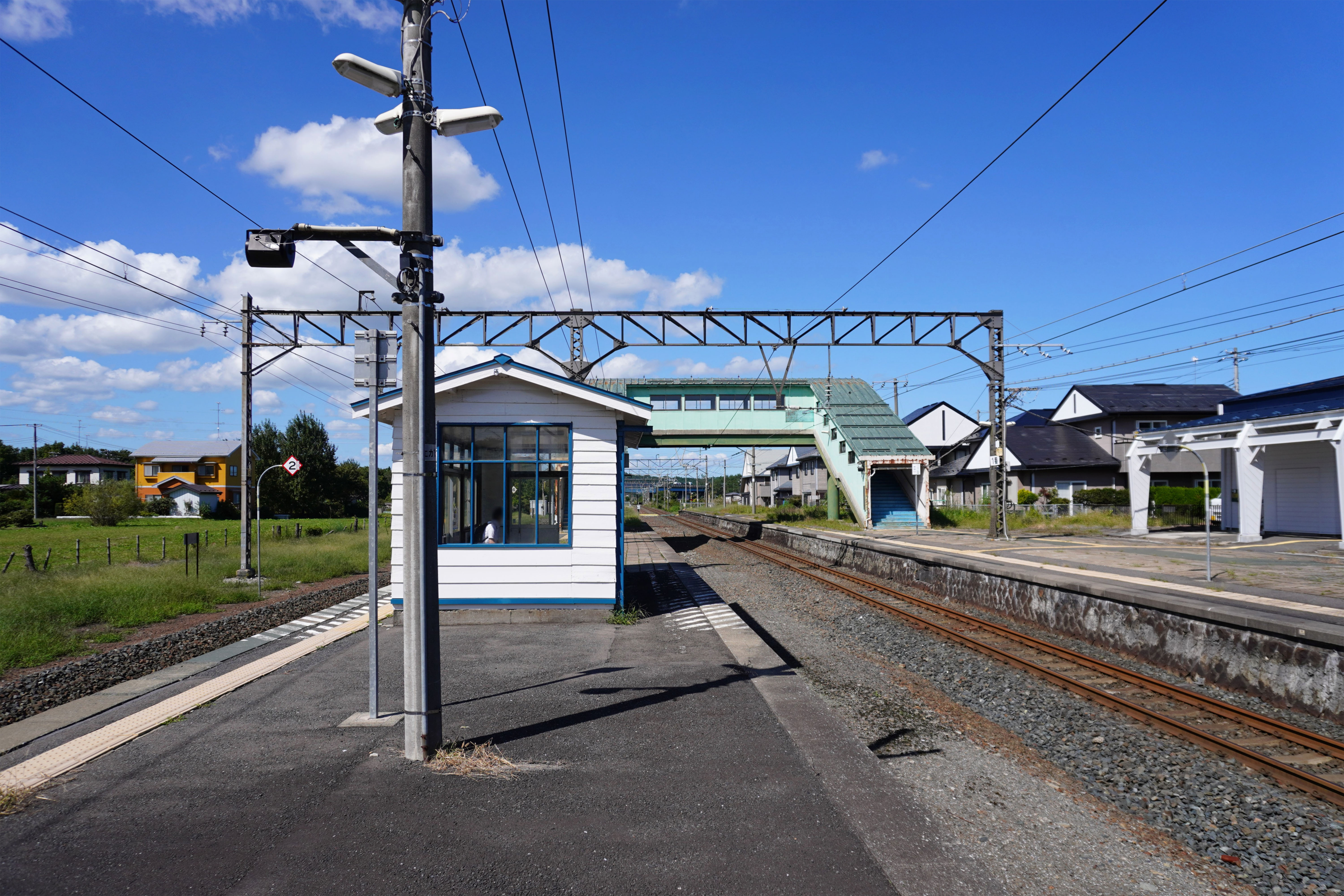
八戸市の高館丘陵地帯にある青森寄りにある青い森鉄道 陸奥市川駅

新編八戸市史ではこの3案を記したA、B、C各ルートが記載された別添の資料は見つかっていないものの、八戸付近の路線は見直されることになった。
当初、日本鉄道は東京青森間の工事は工期7年として、全線完成を明治22年2月末日までと予定していたが完成が間に合わないため、明治21年11月に工期を2年延長を政府に申し出て認めてもらい明治24年2月が期限となった。
結果的に、早期に東京青森間全線開通を目指した日本鉄道は、八戸町の反対運動を避ける形で建設距離が短くコストが安価な尻内に明治24年に尻内駅を設置した。青森よりルートは高館丘陵地帯を登り下田駅に至るルートが採用され日本鉄道会社線（後の東北本線）が青森まで開業した。

#### 八戸駅建設候補地
当時の八戸町の駅設置場所について詳しい資料はないが、国鉄25年史では「本八戸駅周辺」、郷土資料では「桝形」「藤子」「長苗代駅」の記載がある。

#### 桝形
1965年出版の『北奥羽の現勢』は、林悦二郎氏（当時85歳）の証言として
```
八戸の（駅）候補地と決めた桝形付近が土地所有者から補償二万円を要求され経済的にもやむなく尻内に変更したなどもあるが
[
7
]
```

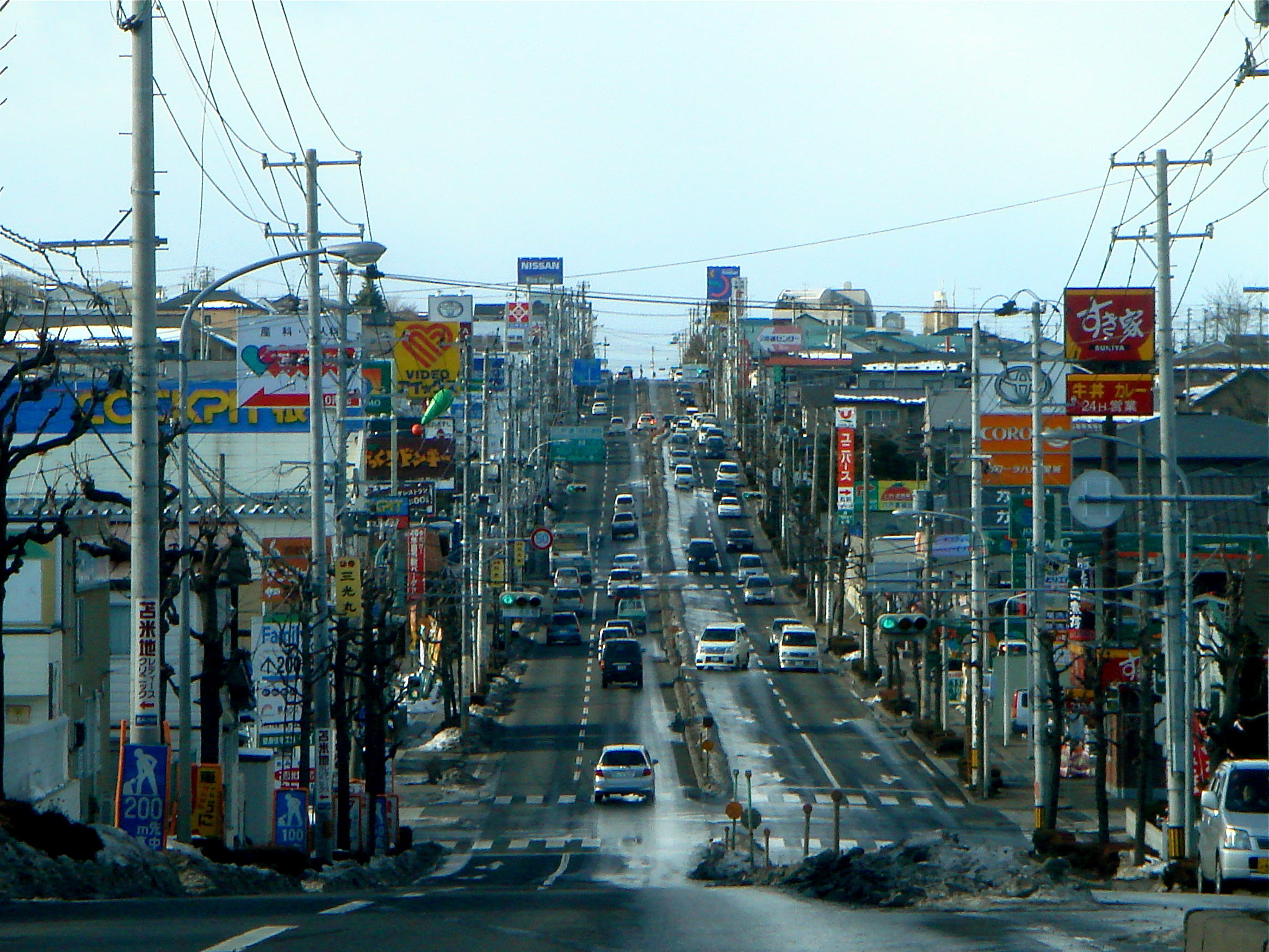
写真の左手前側が藤子（現根城2丁目）、右手前側が桝形（現根城1丁目）写真前方直線4キロ先に尻内駅

と記述がある。「桝形」とは、中心市街地の南西の端にあたり三日町から約1キロ西方の現在の根城一丁目付近（平中交差点付近）の旧地名である。現在も桝形稲荷神社、糠塚字桝形の地名が残る。明治20年ごろの2万円は令和6年の現在の貨幣価値で4億円から8億円に相当した。
明治40年に県立第二中学校（現八戸高校）が置かれるまでは、上り街道（現在の340号線）沿いの住宅地は上組町まで広がっていたが、その外側の桝形、藤子、大杉平にほとんど民家がなかった。昭和9年市勢要覧によると市営自動車の15台を有する車庫が置かれた。

#### 藤子
1973年出版の『八戸これは巷のはなしでございあんす』著者の林悦二郎（当時93歳）によると
```
これは私が直接太吉さん御本人から伺った話しでございますが、何でも最初の日本鉄道の計画とすれば、八戸にも鉄道が通り駅は藤子のあたりに出来るということになっていて、もう測量まで終わっていたのだそうでございます
[
8
]
```

と述べている。「藤子」とは前述の「桝形」の南部に隣接するに現在の根城二丁目である。藤子公園として地名が残っている。文中に登場する太吉さんとは、八戸の豪商で日本鉄道取締役の浦山太吉である。

#### 長苗代

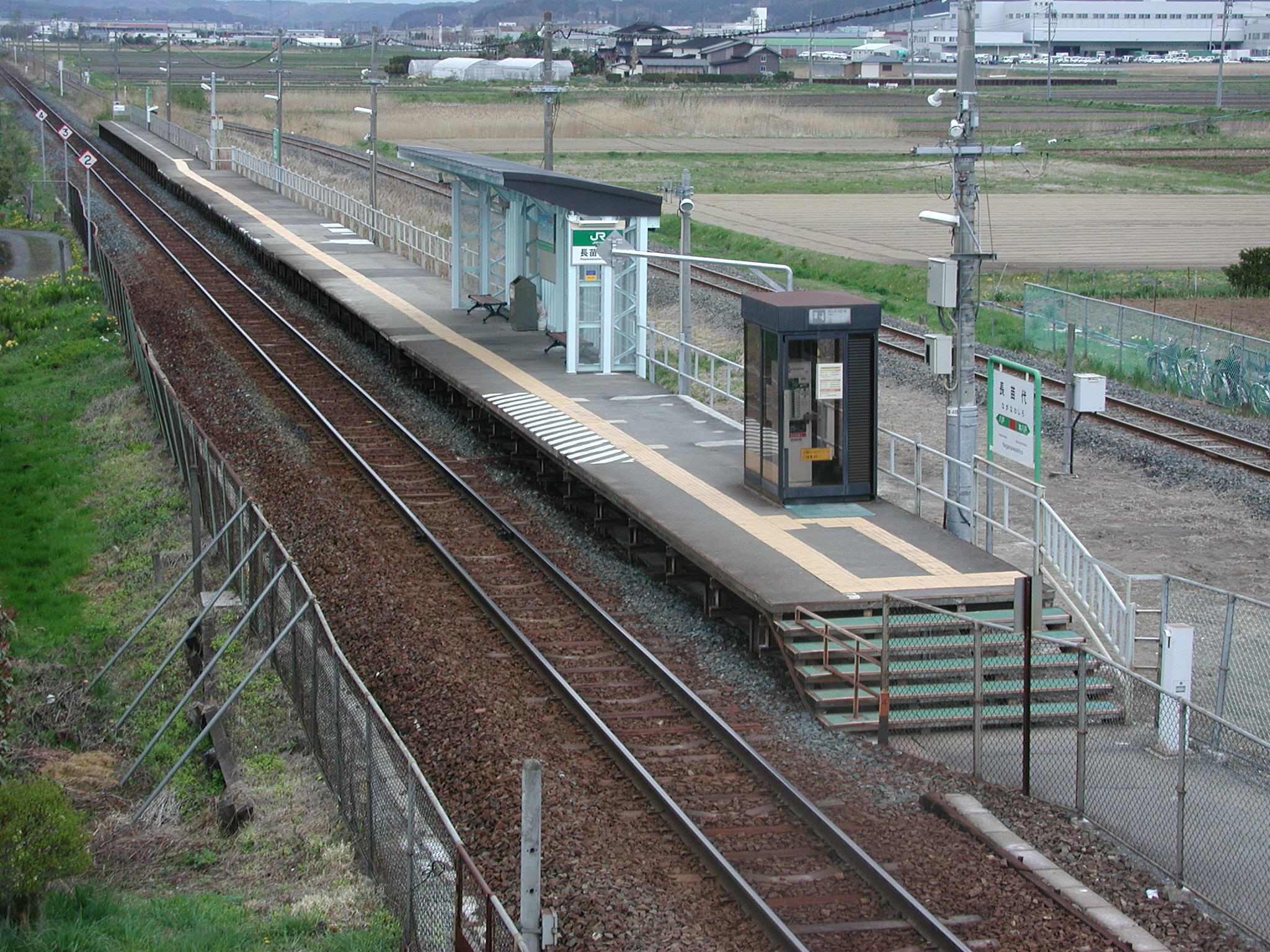
八戸線長苗代駅

1963年出版の『大杉平の70年』は、青森県立八戸高等学校（旧制八戸中学校）第6回卒業生および大正8年から昭和17年まで当校教諭を勤めた木幡清風氏の寄稿の中で、
```
当時私は七才であったが、（八戸の）停車場は今の長苗代駅辺りに出来るという話を聞いていたが、実現されず尻内に決まったのであった
[
17
]
```

と記載がある。「長苗代駅」は現在のJR八戸線の八戸駅と本八戸駅の中間にある無人駅で、かつては下長苗代村だった。明治24年に尻内駅が開業後、川勝盛巴村長が日本鉄道を相手取り地方税法適用した課税の可否を裁判で争い、村側が勝訴したことから日本鉄道への課税が実現し国有化されるまで財政が潤った。その後昭和9年に長苗代駅が開業したが、2024年現在も駅周辺と八戸線沿線は田園が広がっている。

### 八戸の鉄道反対

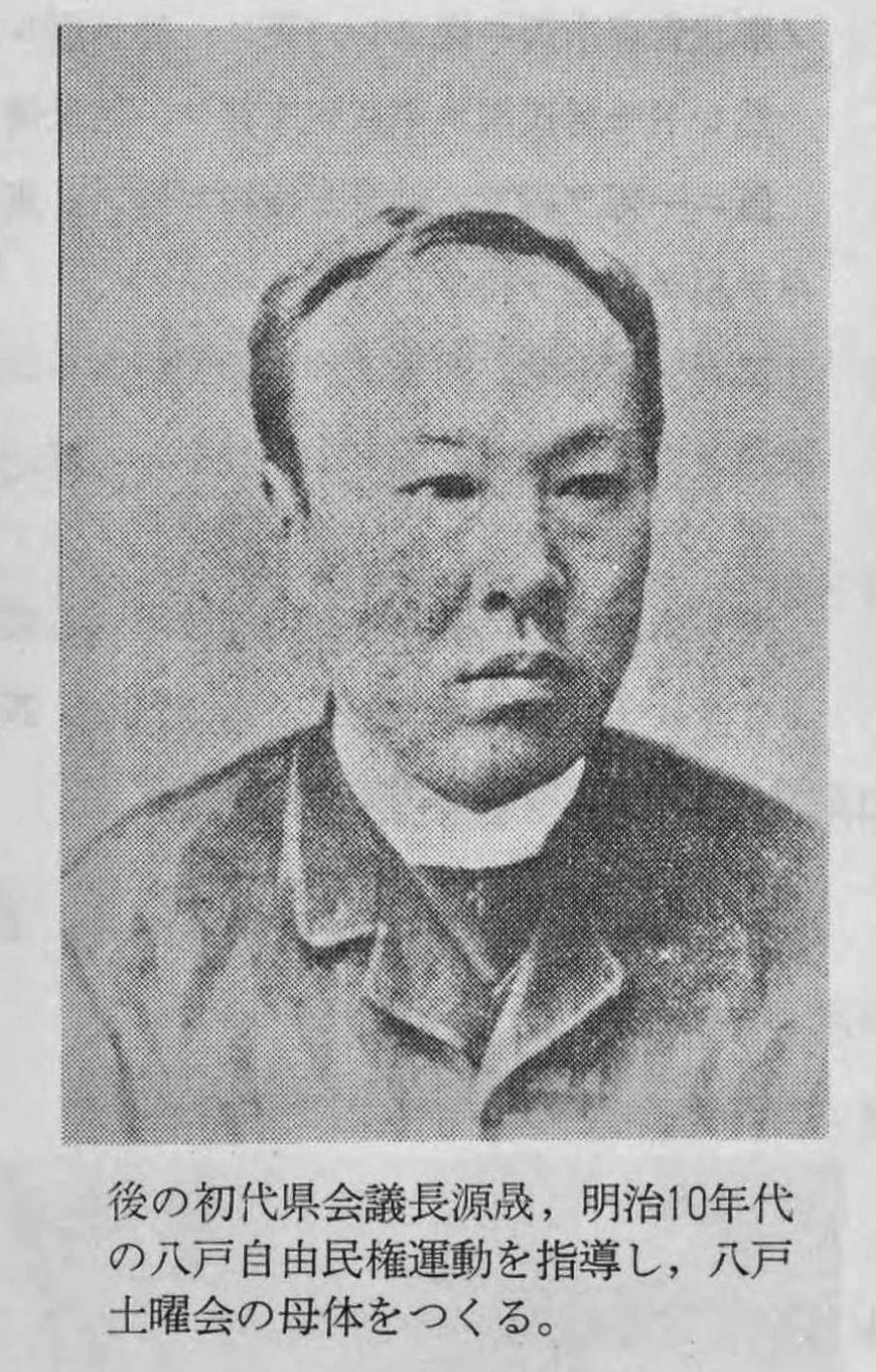
源晟。明治10年代の八戸自由民権運動を指揮し土曜会の母体を作る

日本鉄道は八戸中心部では駅設置のためにすでに測量を終えていたが、八戸町の地主の反対や、運送従事者の反対、地元基幹産業の馬産組合の馬喰を中心とする反対運動があった。
八戸町議会は、鉄道推進派の大隈重信率いる改進党系の公民会と、反対派の板垣退助率いる自由党八戸土曜会が対立していた。当時八戸最大の政治勢力だった士族農民を主体とする八戸土曜会の反対が大きく影響した。

大正5年の文献では、
と記されている。
また、鉄道開通により疫病や治安の悪化を危惧する町民の声もあった。明治19年はコレラの発生で三戸郡内の1318人が死亡、明治20年は天然痘が流行し185人が死亡したことから、鉄道と伝染病に関するデマは影響力を持った。

中里進は、
と記述している。
一方、郷土資料によると八戸出身の同社取締役浦山太吉は、経済的に貧しいこの地域に新たな荷馬車や荷役従事者へ仕事をつくるため、八戸町に付近への駅建設を変更したとする記載もある。八戸町の三日町の制札場を起点に、500を超える労働者が東に2里離れた日本郵船の鮫の荷役場に荷物を運搬していたことを参考に、鮫と同距離の西に2里の尻内部落（旧三戸郡上長苗代村大字尻内）に尻内駅を設置したと記されている。

### 会社線建設工事
明治21年5月、第五線区青森・中小繋間の建設に着手した。路線は小繋（岩手県一戸町）より馬淵川の本流に沿って青森方面に進み、八戸近辺で山地を避けて海岸寄りのルートを北進した。八戸の高館付近の工事で鹿島組が担当し、八戸から通える作業員は雇用せず、青森・秋田の人夫を雇い施工した。一日の賃金相場は15銭が相場だったが、割増して20銭を支給した。食事は一日に5回支給し夜間工事があればさらに1回食事を追加して工事を行なった。建設中に鹿島組率いる下請け同士が賭博が原因で大喧嘩に発展したが警察沙汰にならず和解した。官報によると、八戸付近のトンネル一日市隧道は明治22年2月末に南北500フィート（152m）を貫通した。地層は堅固な粘土質で、厚さ約2フィート（61cm）の砂層が混ざっていた為工事中に出水するも、留め具と排水が適切に対処し大きな困難もなく現在は坑内の拡張に専念していると記載された。

### 尻内駅の開業

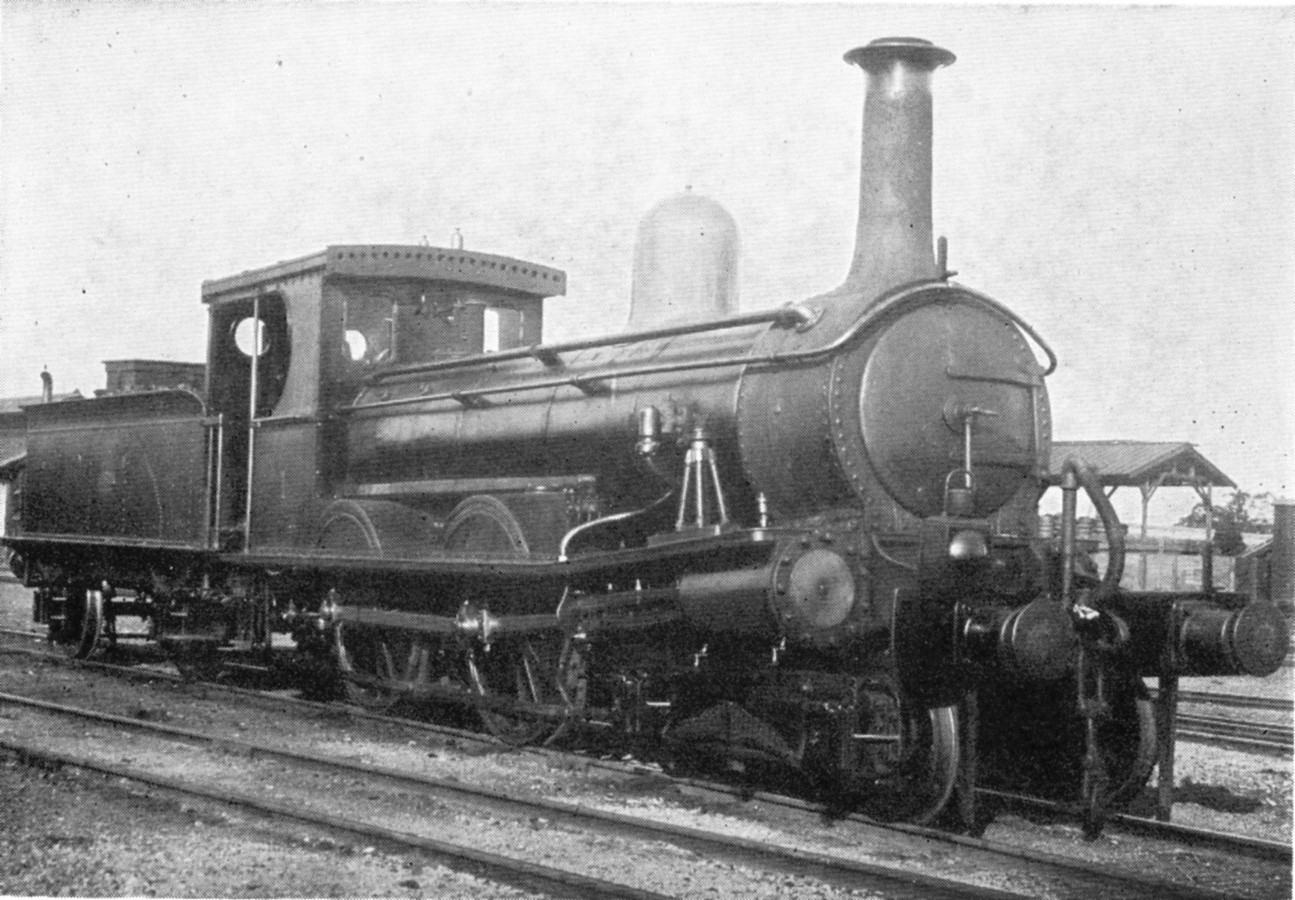
日本鉄道が会社線（東北本線）で利用した鉄道院5300形蒸気機関車

明治24年、日本鉄道は東京から青森までを開業させ尻内駅が設置された。八戸中心部から尻内駅までは当時の陸路6キロほどあり、1日2往復の客馬車2台、1日3往復の人力車20台程度、荷物運搬用の荷馬車20台を用いて運搬した。八戸町との反対側にある五戸町への交通網も開設された。尻内駅からは、客馬車、人力車が一日乗客数100人。貨物20トンを受入・発出していた。当時の道路は舗装されておらず、雨天時はぬかるみにタイヤがハマる悪路であり、八戸町は鉄道路線の恩恵を受けられなかった。

#### 後悔
前述のように、本線から遠く離れた尻内駅が開業したことで、八戸町は鉄路へのアクセスが不便であった。明治27年には八戸支線として尻内から八戸中心街の北寄りに八ノ戸駅と湊駅が開業しているが、当時の文献では一支線の駅であることの不便さと後悔が記載されている。
明治45年出版の八戸町誌は、
```
かの日本鉄道会社東北線の敷設にあたり、時の当町人の多くは不幸先見の明を失し同鉄道路線の八戸町に到るを以て、一に鮫港の繁栄を失い、従って八戸町の衰微を招くものなりとなし、却ってこれが敷設を拒みたる結果、ついに会社側の感情を害し、当地に建設さるべかりし大停車場を今の尻内駅に変更され、今日においては一支線中に介在するの不便を被るに至れり
[
32
]
```

と記した。
1962年昭和37年出版の概説八戸の歴史下巻第1は、
```
約百年近い年月を経てもなお鉄道の不便さのために非常に不利益を強いられる状況はまさに「百年」の大計を失ったものといわなくてわならない
[
33
]
```

と述べている。また、八戸に本線が設置された原因を「町民の後進性」「土地買収の困難」「経済状況の不振」「交通業者の反対」と記述した。

### 八戸線支線の建設
日本鉄道が尻内に開通したのちの八戸町はその利便性を知ることとなり開通に反対したことを後悔をしていた。
1892年（明治25年）青森県庁では県知事といた日本鉄道社長が八戸選出の県議会議員の源晟、関春茂に「東北本線の工事が計画変更になり、鉄道資材があまって尻内に積んであるが、この余剰資材で八戸支線を通す考えはないか」と意向を聞いた。八戸の県議らは歓喜しその話をすぐに八戸土曜会実力者や八戸の有力呉服商を青森に呼び協議がなされた。後日、八戸の経済界の代表である八戸の第百五十銀行頭取と階上銀行頭取を青森県知事と日本鉄道社長の4者会談により八戸支線建設が決定した。
同年10月、日本鉄道は株主総会で八戸支線建設を議決し、11月1日に政府に申請、12月27日仮免許交付、翌年3月31日に本免許状が下付された。工事施工は、吉田組（吉田寅松）、鹿島組（鹿島岩蔵）が請負った。
また、明治25年は八戸町議会選挙の半数改選が行われ、鉄道推進派の公民会が議席を獲得し反対派の八戸土曜会が下野した。翌年の明治26年5月に実施した八戸町長選挙では公民会推薦の遠山景三が当選した。

### 八戸支線の開通

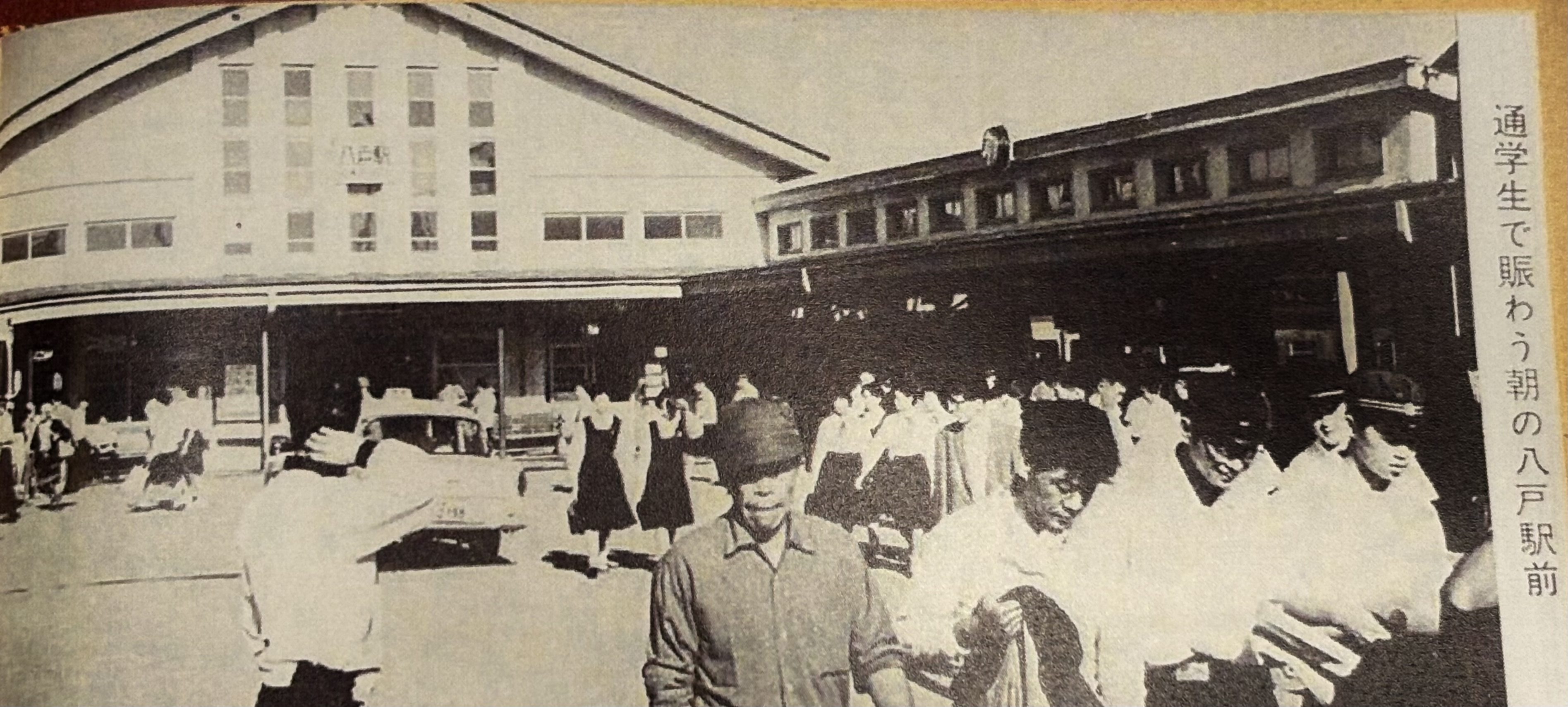
1892年八ノ戸駅として開業した 写真は1967年ごろの八戸駅（現在の本八戸駅）

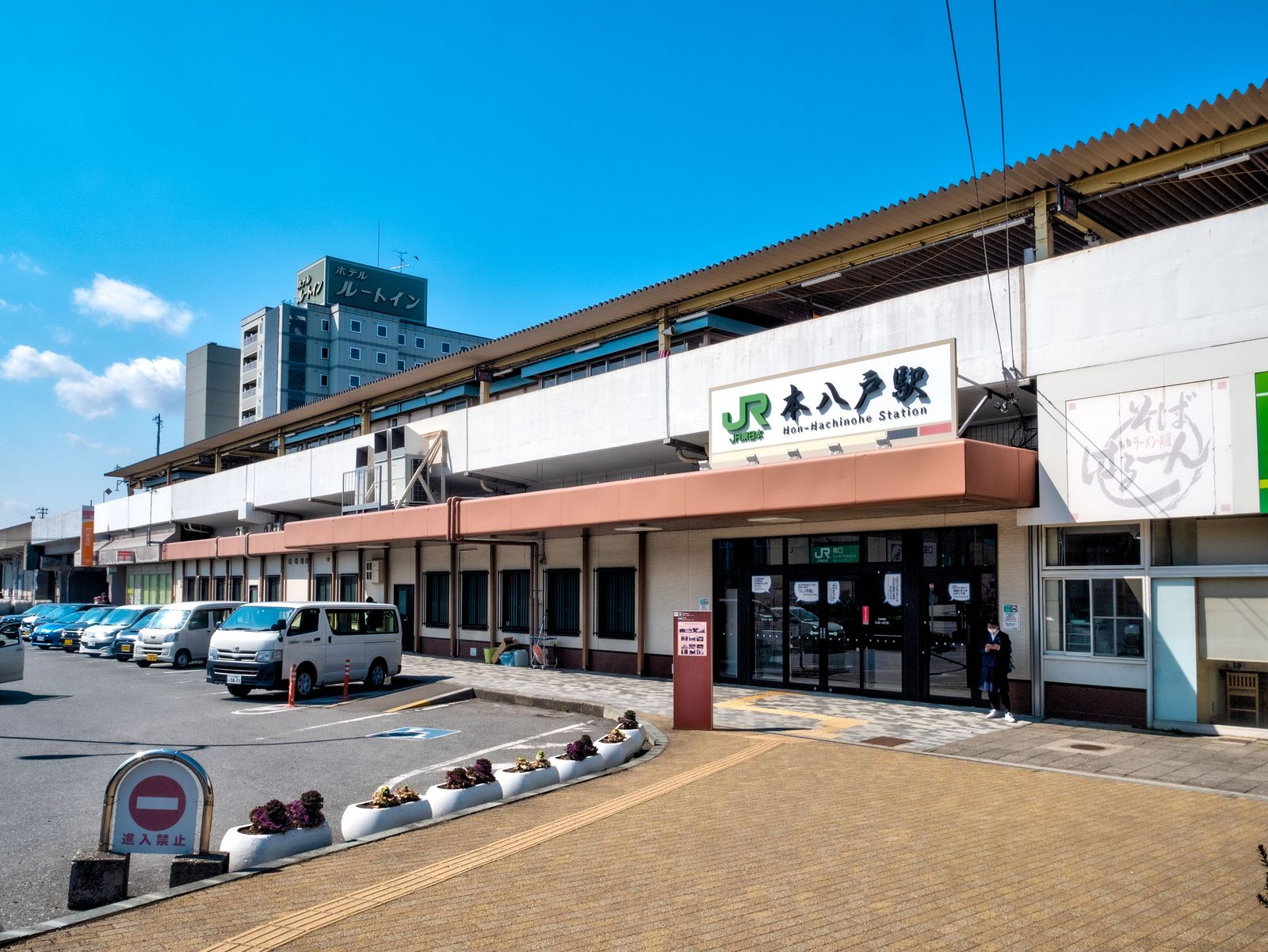
現在の本八戸駅

1894年（明治27年）1月4日中心市街地の北端に日本鉄道の八ノ戸駅（現在の本八戸駅）が延伸開業し、東京と八戸が鉄路で結ばれた。同年10月1日にさらに東に延伸し湊駅が開業した。これにより八戸漁港から魚介類や木炭を輸鉄道で送できるようになった。総工費は10万250円だった。

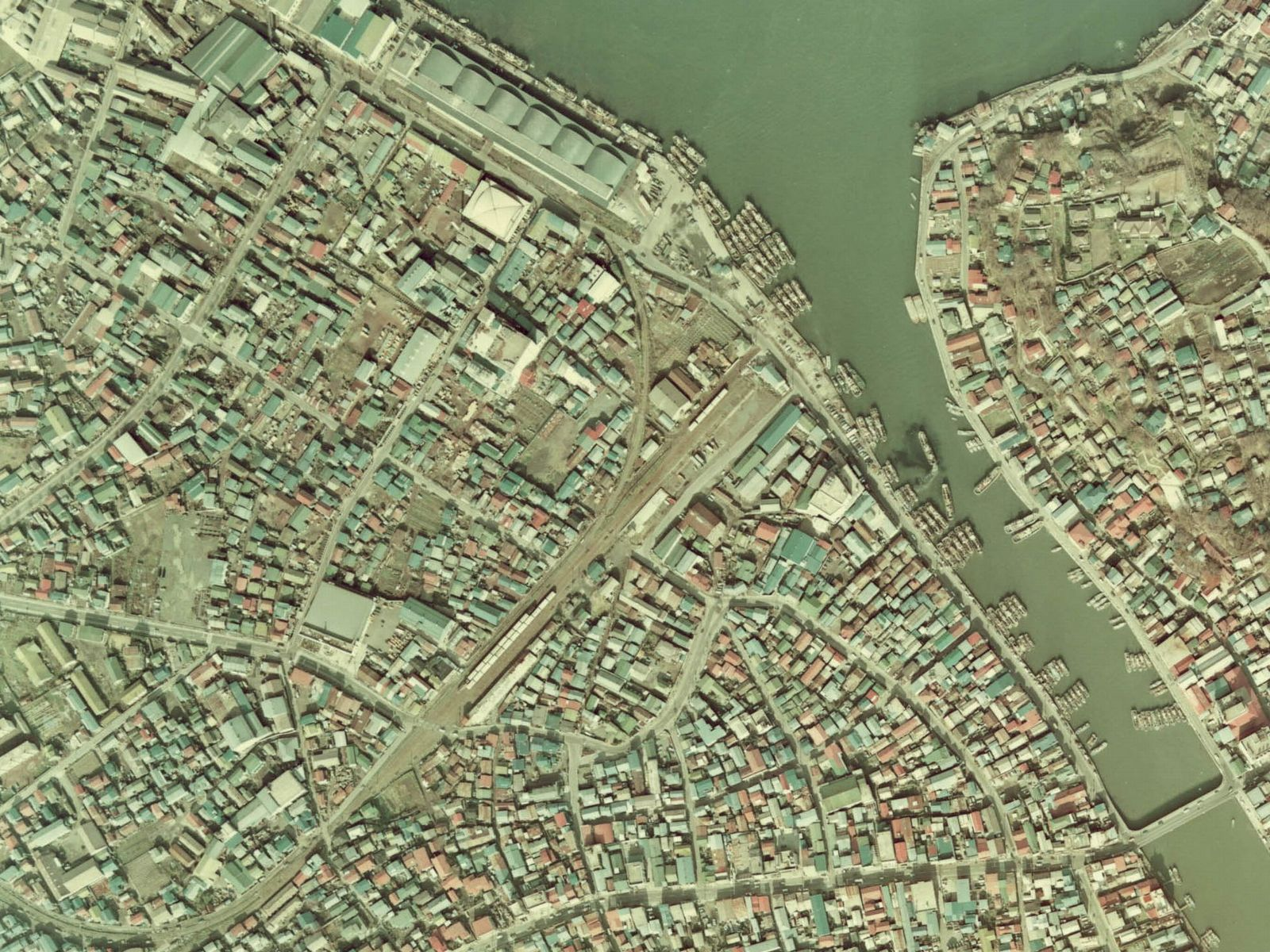
湊駅の航空写真（1975年）

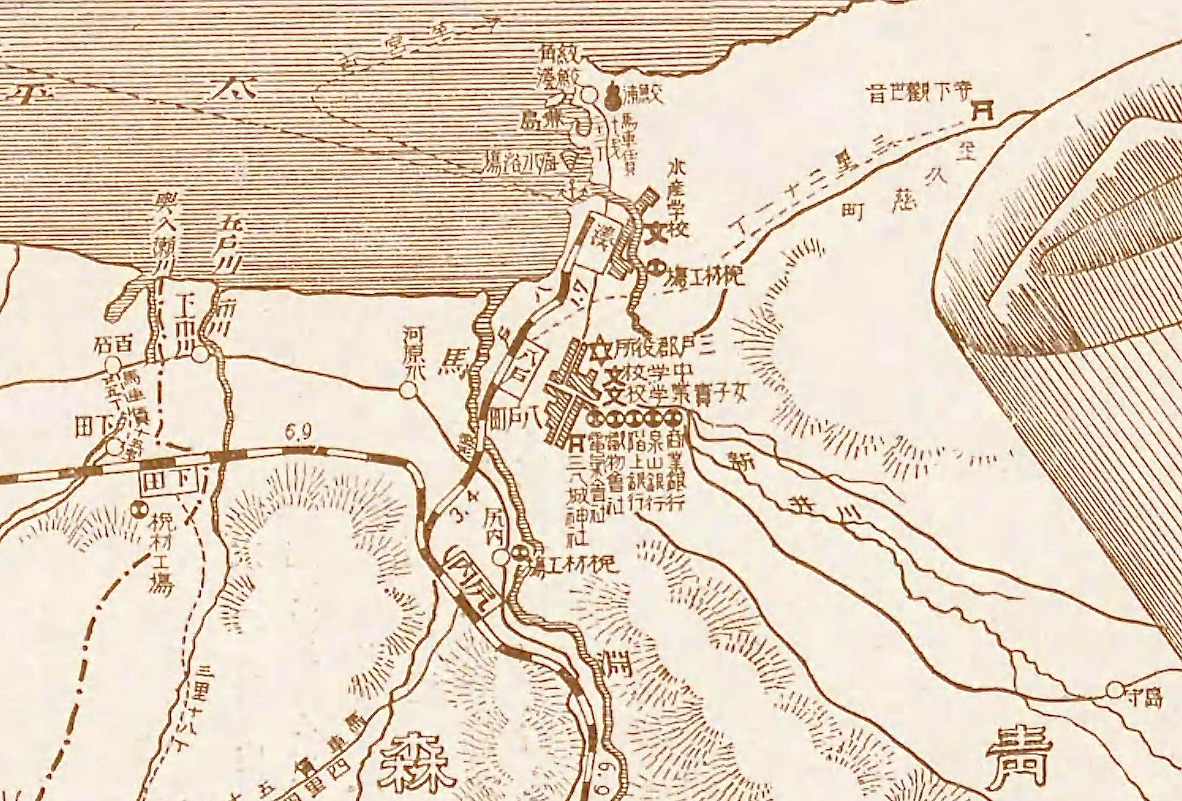
八戸線が開通 出典:(1910)「鉄道沿線案内」東部鉄道管理局営業課から八戸地域を抜粋

その後の八戸の鉄道は、#国鉄八戸線の建設、#国会への東北本線路線の八戸（現本八戸）経由案建議、#国会への東北本線ルート変更の請願、#八戸線複線化構想、#八戸線の高架化と続く。

## 大正時代の八戸の鉄道

### 鉄道貨物の隆盛
中心市街地北端の八戸駅（現在の本八戸駅）からは、木炭の出荷が盛んであり貨物取扱高は全国一位。東京市の木炭消費量の1割に相当した。

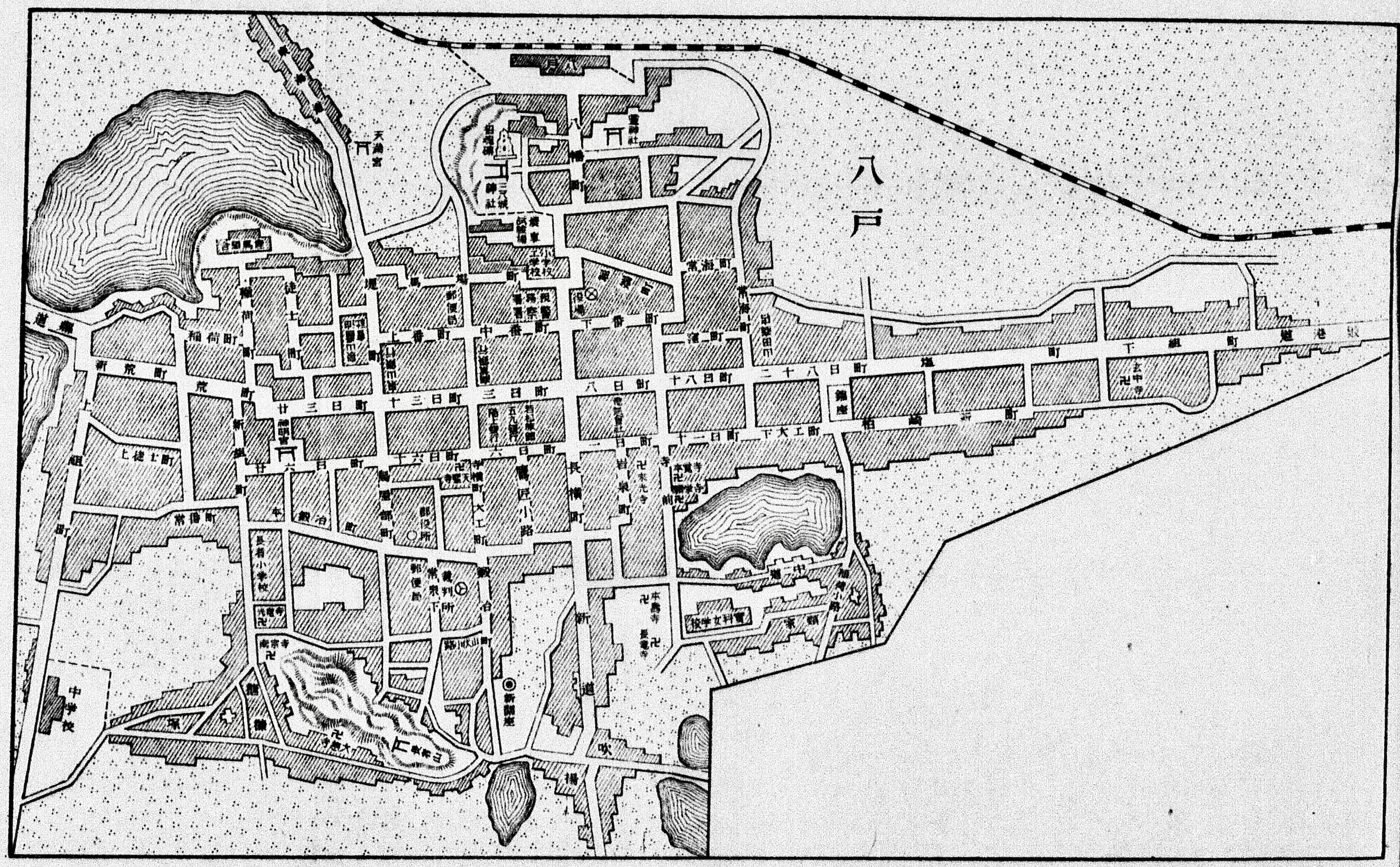
八戸実地明細絵図 1917（大正6年）

## 昭和の八戸の鉄道

### 国鉄八戸線の建設

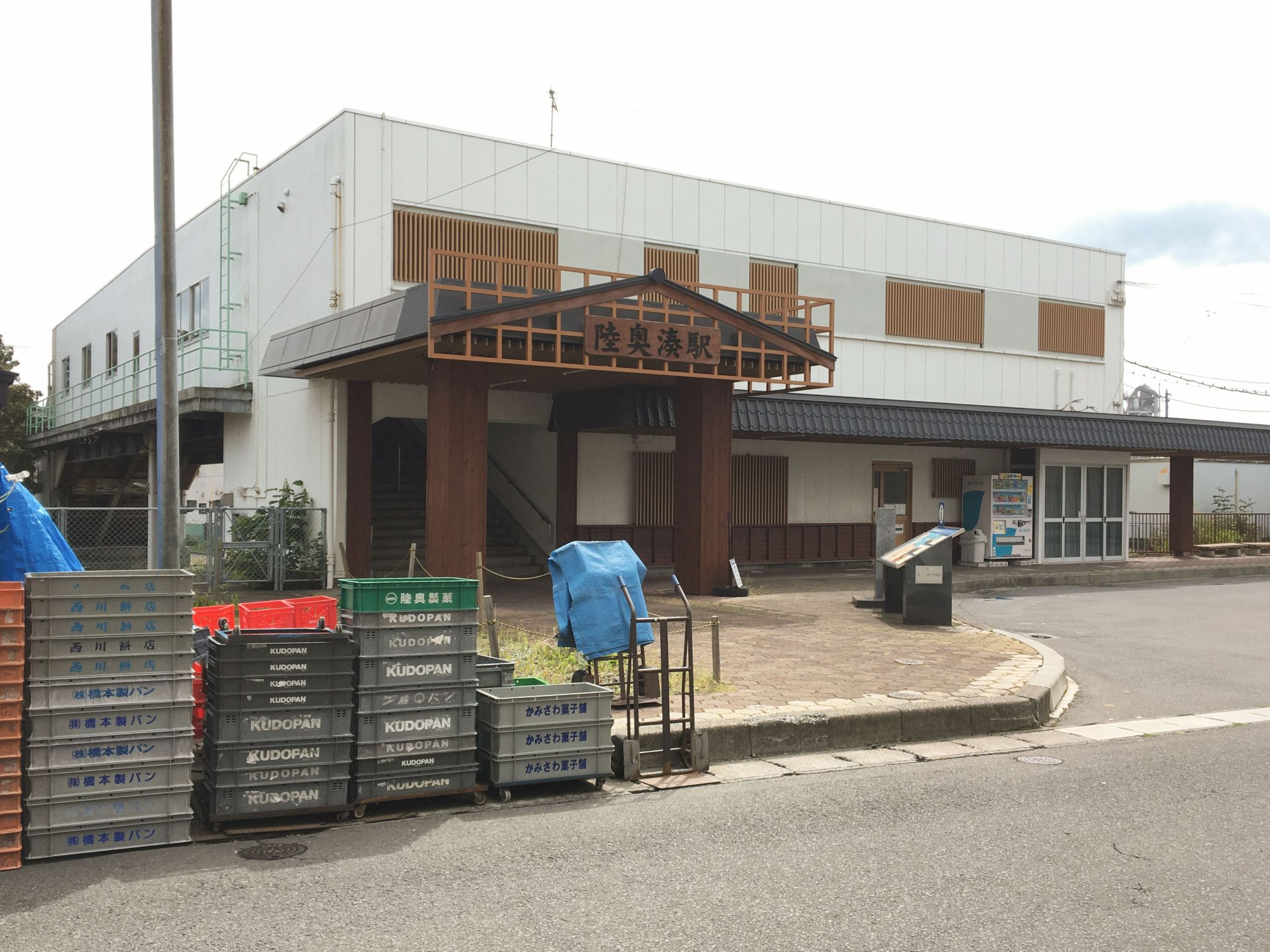
八戸線陸奥湊駅

昭和5年に八戸線の八戸駅（現本八戸駅）久慈駅間が完成した。建設費は509万3800円で1マイルあたり13万7393円だった。1918年（大正7年）八戸線を久慈までの延伸計画が決定、国鉄盛岡建設事務所は大正9年4月測量に着手。大正11年11月に着工した。このなかで、現在の八戸市にある陸奥湊駅は1924年（大正13年）10月、当時新井田川沿いに立地した大工場の常盤セメント株式会社の請願駅として建設された。国鉄側が示した駅設置の条件としてセメント会社側に対し、駅用地の全部寄付と建物建設費4万8879円を負担してもらうことで完成に至った。

### 国会への東北本線路線の八戸（現本八戸）経由案建議

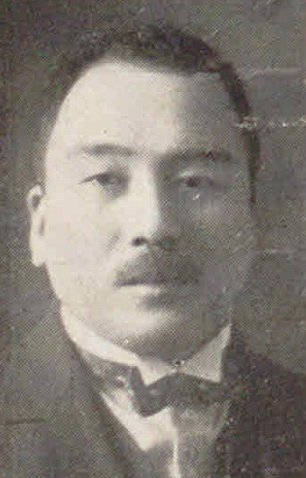
藤井達也（1888-1934）

昭和7年6月11日帝国議会では、衆議院議員藤井達也代議士が東北本線尻内下田間を八戸（現本八戸）経由に変更に関する建議案を提出し、衆議院にて可決された。しかしこの計画は実現されなかった。
ルート案
- 尻内駅（現八戸駅）、八戸駅（現本八戸駅）、下田駅[39]

建議案本文
```
本建議案は東北本線尻内駅より分岐している八戸線に関する建議案であります。従来八戸は町といたしまして、まことに一つの寒村でありましたが、最近非常に発達を致しまして、市制を施行するようになったのであります。
尚、そのうえに八戸市の拡張の結果、市内の中にほとんど5ヶ所の駅があるというような状態になっているのであります。
また八戸港完成によりまして、漁港として日本有数の設備が出来るようになり、また現内閣の施設のもとに、近く商港の施設をするような運びにまでも至る状態になっているのであります。
しかるに、八戸駅は東北本線尻内駅を離れますこと2里ほどの場所にあります結果として、商工業の取引におきましても、或いは貨物の運搬、旅客の往来に致しましても、甚だしく不便不利を感じているような次第であります。
それ故に地方におきましては、ぜひ現内閣の下に、この八戸駅を東北本線駅と変更することを願っているのであります。
したがって路線の変更が必要になるのであります。故に地方といたしましては、尻内駅より東北本線を八戸駅に変更して、八戸より下田地方に鉄道路線が出るように願いたいというのが、この建議案なのであります。（後略）

出典：『帝国議会衆議院議事摘要』第62囘,衆議院事務局,昭和7. 国立国会図書館デジタルコレクション 
https://dl.ndl.go.jp/pid/1448322
 (参照 2024-07-17)
```

### 国会への東北本線ルート変更の請願

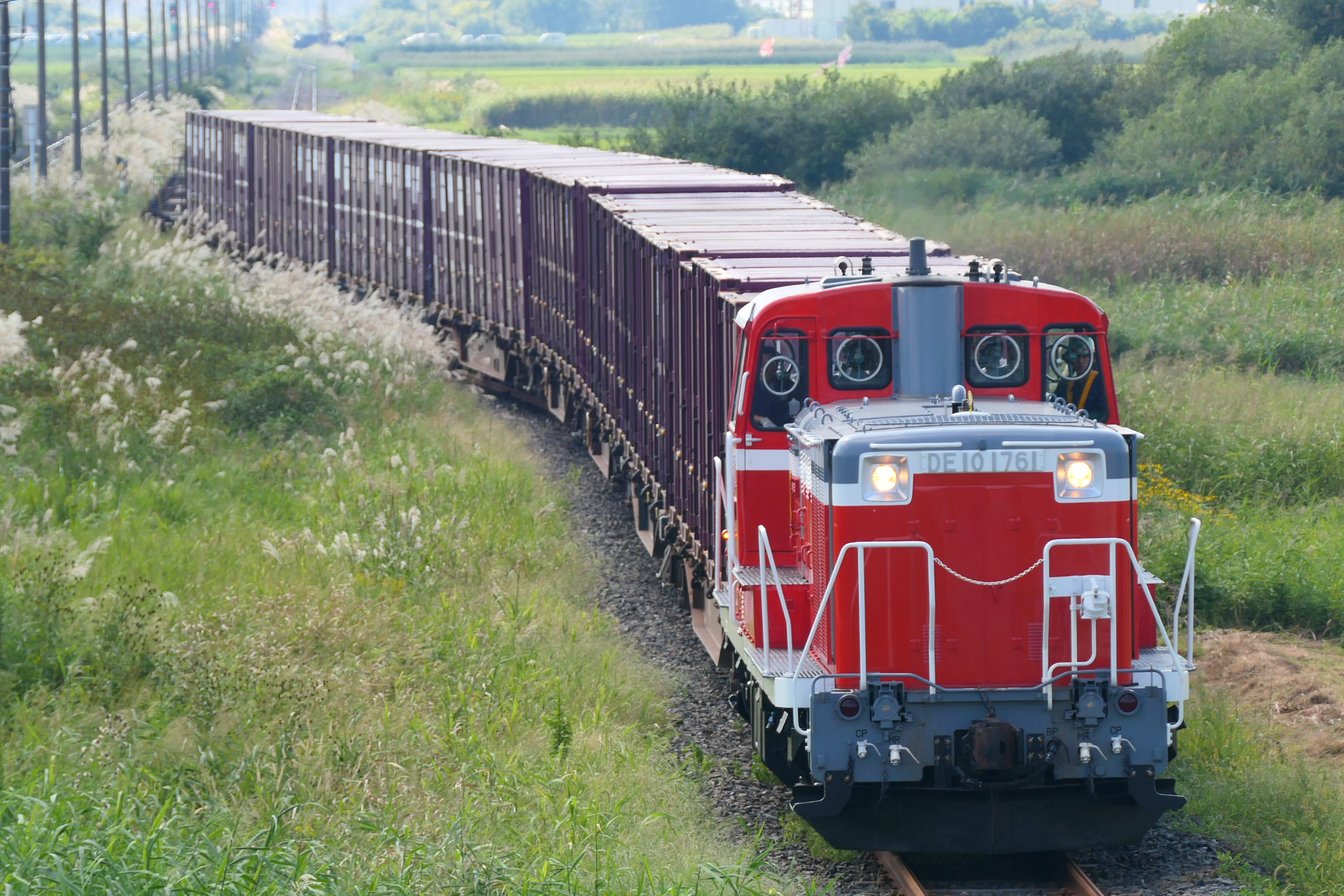
長苗代駅付近の八戸臨海鉄道

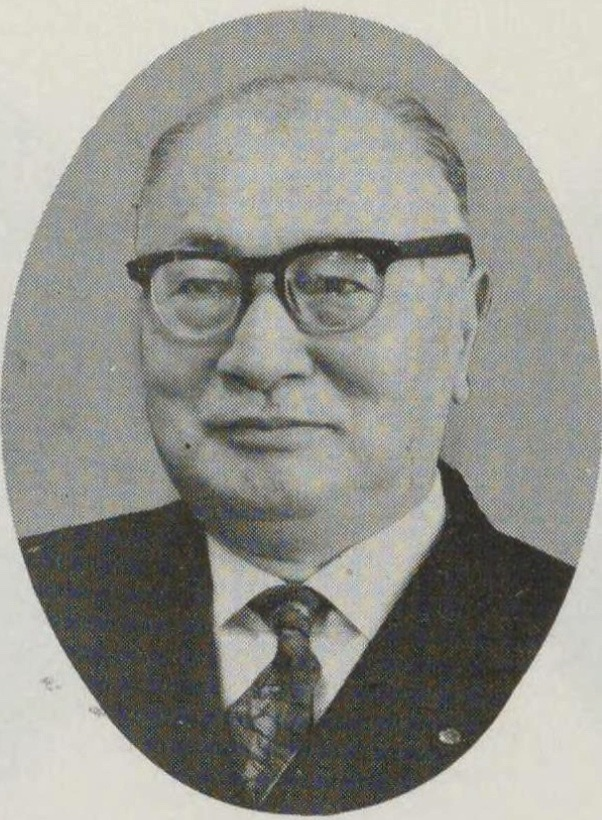
八戸市長 岩岡徳兵衛

昭和32年3月12日参議院運輸委員会第七回会議録案では、当時の八戸市長岩岡徳兵衛が東北本線の電化複線化工事に際し、本線ルートを変更し新八戸駅を設置する請願したがこの変更案は実現しなかった。
ルート案
- 尻内（現八戸駅）、長苗代、馬淵川沿いを北東に、八太郎部落付近から自衛隊飛行場の東側を迂回、東北本線第一市川橋付近に現路線に合流し下田駅に連絡[2]

内容
- 八戸市石堂八太郎両部落間に新たに新八戸駅を設置
- 市川地内に現陸奥市川駅を移転
- 新八戸駅と八戸線馬淵川鉄橋付近を短絡した軌道車専用線を敷設

請願本文
```
国鉄東北本線尻内、下田間鉄道路線変更に関する請願
請願者 青森県八戸市長 岩岡徳兵衛
紹介議員　苫米地義三

青森県八戸市は、東北有数の産業都市として著しい発展を示しているが、ひとり鉄道交通が依然幹線から外れているため少なからぬ不便を甘受しつつある状態で、しかも東北本線の電化、複線化完成の暁には当市は永久に幹線交通から取り残されることになり市の発展上ならびに鉄道経営施策上はなはだ遺憾であるから、東北本線の経路を尻内駅から八戸線を利用して東進し長苗代簡易駅附近から分岐して馬淵川沿いに北東に転じ、八戸市八太郎部落附近から自衛隊飛行場の東側を迂回して東北本線第一市川橋附近において現路線に合し下田駅に通ずるよう路線変更せられたい。なお新路線上に（1）八戸市石堂、八太郎両部落間に新八戸駅を設置すること、（2）市川地内に現陸奥市川駅を移転すること、（3）新八戸駅と八戸馬淵川鉄橋附近を短絡した気動車専用線を敷設すること等を併せて実現せられたいとの請願

出典：『運輸委員会会議録第七号 昭和32年3月12日【参議院】』参議院,昭和32,15頁,国会
 
https://kokkai.ndl.go.jp/simple/dispPDF?minId=102613830X00719570312

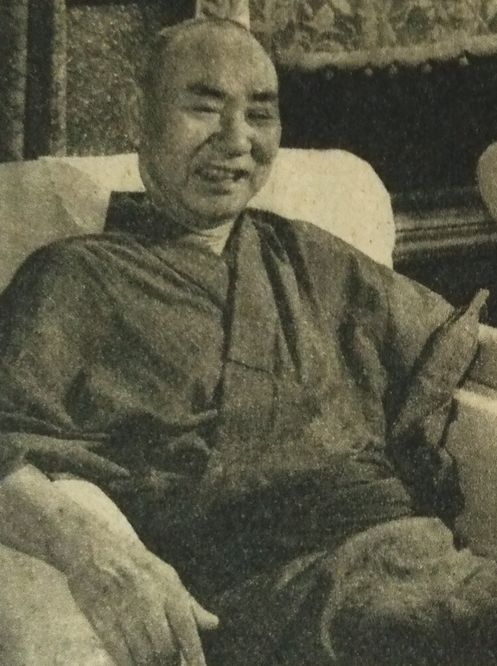
衆議院議員 苫米地義三

 
(参照 2024-07-17)
```

### 八戸線複線化構想
昭和36年の八戸線は尻内駅から鮫の区間が列車の往来が一日あたり40往復にのぼり、踏切が開かず自動車交通の妨げとなっていた。東北本線は複線電化工事が計画されていたため、八戸市では八戸駅（現本八戸駅）を東北本線に編入しようとする運動が起こり、同時に踏切を廃止し線路の高架化や複線化も構想されていた。しかし、実現には至らなかった。

### 八戸線の高架化

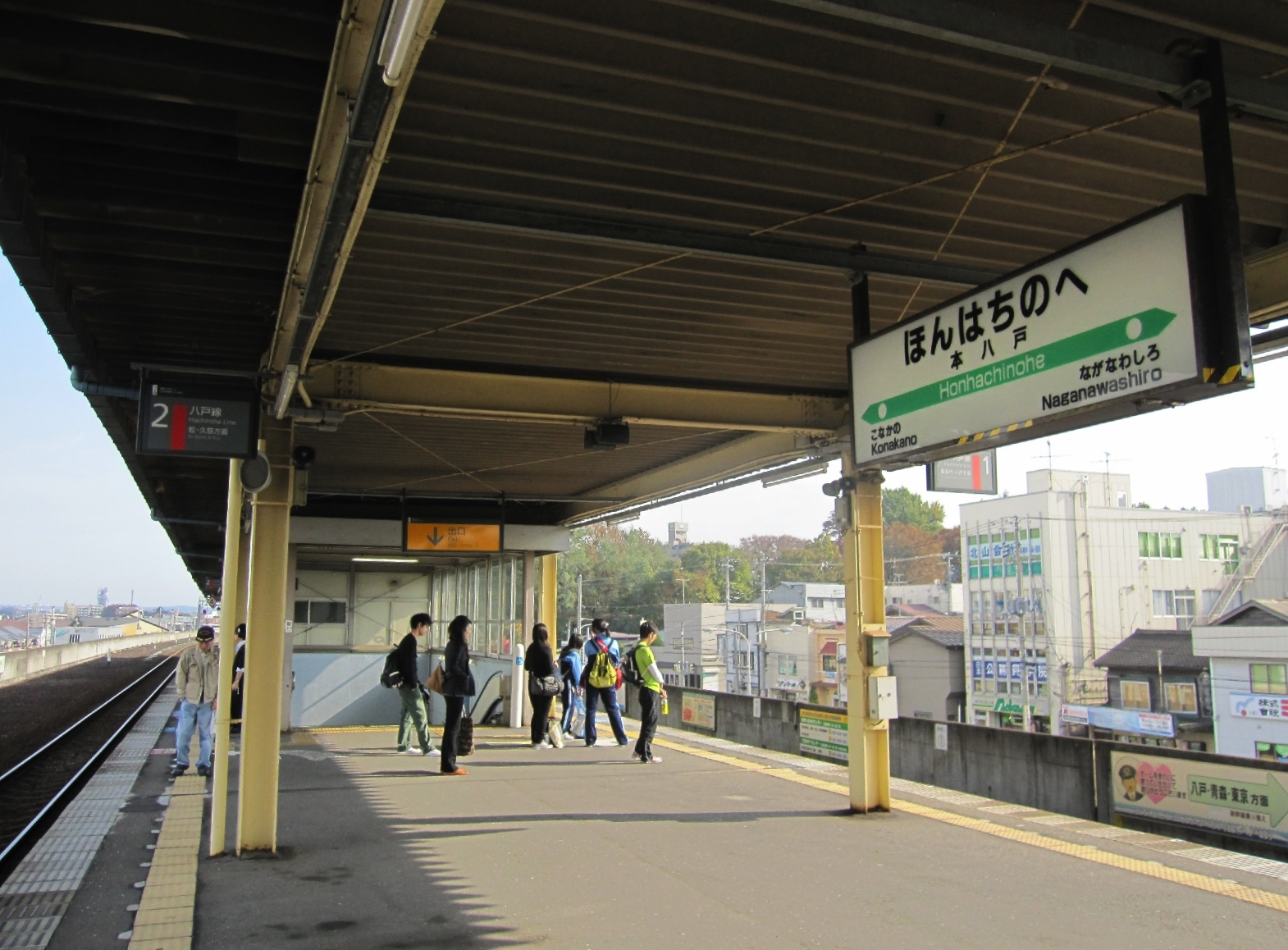
昭和52年に高架化した本八戸駅

1971年（昭和46年）八戸線の八戸駅が本八戸駅へと改名され、東北本線の尻内駅が八戸駅に駅名変更がされた。昭和48年3月から昭和52年4月まで八戸線の高架化工事が行われ、昭和52年4月20日に完成し16ヶ所の踏切が撤去され南北の道路交通が改善した。総工費72億円。本八戸駅の地上線路が東西に伸び、長年にわたり南北の道路交通を妨げが解消された。